# Olympische Jugend-Sommerspiele 2014/Kanu
Bei den Olympischen Jugend-Sommerspielen 2014 in der chinesischen Metropole Nanjing wurden je vier Wettbewerbe im Kanurennsport und Kanuslalom ausgetragen.
Die Wettbewerbe fanden vom 23. bis zum 27. August im Xuanwu Lake Park statt.

## Kanurennsport

### Jungen

#### C1
| Platz | Land | Athleten           |
| ----- | ---- | ------------------ |
| 1     | MDA  | Serghei Tarnovschi |
| 2     | LTU  | Vadim Korobov      |
| 3     | CZE  | Krystof Hajek      |

Die Wettkämpfe wurden am 23. und 24. August ausgetragen.
Die Wettkämpfe wurden am 23. und 24. August ausgetragen.

#### K1
| Platz | Land | Athleten            |
| ----- | ---- | ------------------- |
| 1     | BLR  | Stanislau Daineka   |
| 2     | HUN  | Milan Mozgi         |
| 3     | RUS  | Wladislaw Oleinikow |

Die Wettkämpfe wurden am 23. und 24. August ausgetragen.
 Tim Weiß schied im Viertelfinale aus.

### Mädchen

#### C1
| Platz | Land | Athleten                 |
| ----- | ---- | ------------------------ |
| 1     | BLR  | Kamila Bobr              |
| 2     | UKR  | Ljudmyla Lusan           |
| 3     | MEX  | Victoria Morlaes Cazarez |

Die Wettkämpfe wurden am 23. und 24. August ausgetragen.
 Nadine Weratschnig schied im Viertelfinale aus.
 Birgit Ohmayer schied im Hoffnungslauf aus.

#### K1
| Platz | Land | Athleten                  |
| ----- | ---- | ------------------------- |
| 1     | RUS  | Inna Nikitina             |
| 2     | HUN  | Luca Homonnai             |
| 3     | ESP  | Camila Aldana Morison Rey |

Die Wettkämpfe wurden am 23. und 24. August ausgetragen.
 Selina Jones schied im Hoffnungslauf aus.

## Kanuslalom

### Jungen

#### C1
| Platz | Land | Athleten          |
| ----- | ---- | ----------------- |
| 1     | FRA  | Lucas Roisin      |
| 2     | IRL  | Robert Hendrick   |
| 3     | SVK  | Marko Mirgorodský |

Die Wettkämpfe wurden am 26. und 27. August ausgetragen.

#### K1
| Platz | Land | Athleten     |
| ----- | ---- | ------------ |
| 1     | SLO  | Anže Urankar |
| 2     | SVK  | Jakub Grigar |
| 3     | CHN  | Huang Song   |

Die Wettkämpfe wurden am 26. und 27. August ausgetragen.
 Tim Weiß schied im Achtelfinale aus.

### Mädchen

#### C1
| Platz | Land | Athleten           |
| ----- | ---- | ------------------ |
| 1     | AUT  | Nadine Weratschnig |
| 2     | CZE  | Martina Satková    |
| 3     | GER  | Birgit Ohmayer     |

Die Wettkämpfe wurden am 26. und 27. August ausgetragen.

#### K1
| Platz | Land | Athleten          |
| ----- | ---- | ----------------- |
| 1     | FRA  | Camille Prigent   |
| 2     | CHN  | Yan Jiahua        |
| 3     | CZE  | Amálie Hilgertová |

Die Wettkämpfe wurden am 26. und 27. August ausgetragen.
 Selina Jones verlor das Rennen um Rang drei und wurde Vierte.

## Medaillenspiegel
|       | Medaillenspiegel | Medaillenspiegel | Medaillenspiegel | Medaillenspiegel | Medaillenspiegel |
| Platz | Land             | G                | S                | B                | Gesamt           |
| ----- | ---------------- | ---------------- | ---------------- | ---------------- | ---------------- |
| 1     | Belarus          | 2                | –                | –                | 2                |
| 1     | Frankreich       | 2                | –                | –                | 2                |
| 3     | Russland         | 1                | –                | 1                | 2                |
| 4     | Österreich       | 1                | –                | –                | 1                |
| 4     | Moldau           | 1                | –                | –                | 1                |
| 4     | Slowenien        | 1                | –                | –                | 1                |
| 7     | Ungarn           | –                | 2                | –                | 2                |
| 8     | Tschechien       | –                | 1                | 2                | 3                |
| 9     | China            | –                | 1                | 1                | 2                |
| 9     | Slowakei         | –                | 1                | 1                | 2                |
| 11    | Irland           | –                | 1                | –                | 1                |
| 11    | Litauen          | –                | 1                | –                | 1                |
| 11    | Ukraine          | –                | 1                | –                | 1                |
| 14    | Deutschland      | –                | –                | 1                | 1                |
| 14    | Spanien          | –                | –                | 1                | 1                |
| 14    | Mexiko           | –                | –                | 1                | 1                |
| Total | Total            | 8                | 8                | 8                | 24               |